# 阿列克謝·納瓦爾尼之死及葬禮
2024年2月16日，俄羅斯政治犯阿列克謝·納瓦爾尼於亞馬爾-涅涅茨自治區哈爾普村極地狼勞教所服刑期間猝逝，终年47歲。俄羅斯聯邦監獄局在其官方網站上發佈納瓦爾尼的死訊。
納瓦爾尼之死引起全世界的強烈反響。包括俄羅斯在內的多個國家都組織了紀念集會，其中一百多名集會參與者被俄羅斯當局拘留。多個國家的政治人物指責俄羅斯政府謀殺納瓦爾尼。
3月1日，經過漫長的談判，俄羅斯當局將納瓦爾尼的遺體交還給其家人，並隨後尋找安葬地點，納瓦尼被安葬在莫斯科鮑里索夫公墓；告別儀式和葬禮有上千人前來向其致敬。

## 背景

### 暗殺企圖
阿列克謝·納瓦爾尼在2000年代末開始從事政治活動。在2011年—2013年俄羅斯示威中，他成為俄羅斯反對派的領導人之一。在他對俄羅斯當局的批評中，他專注於普京政權的貪腐，並在2018年試圖與普京競選總統，但未能成功。雖然俄羅斯官媒故意忽略納瓦爾尼，但他通過社交網絡和YouTube影片使其在俄羅斯年輕人中受到歡迎。納瓦爾尼最受歡迎的影片是《普京宮殿：史上最大的賄賂》、《他不是你的戴蒙》和他對自己中毒的調查，期間他打電話給懷疑是投毒共謀的聯邦安全局官員。

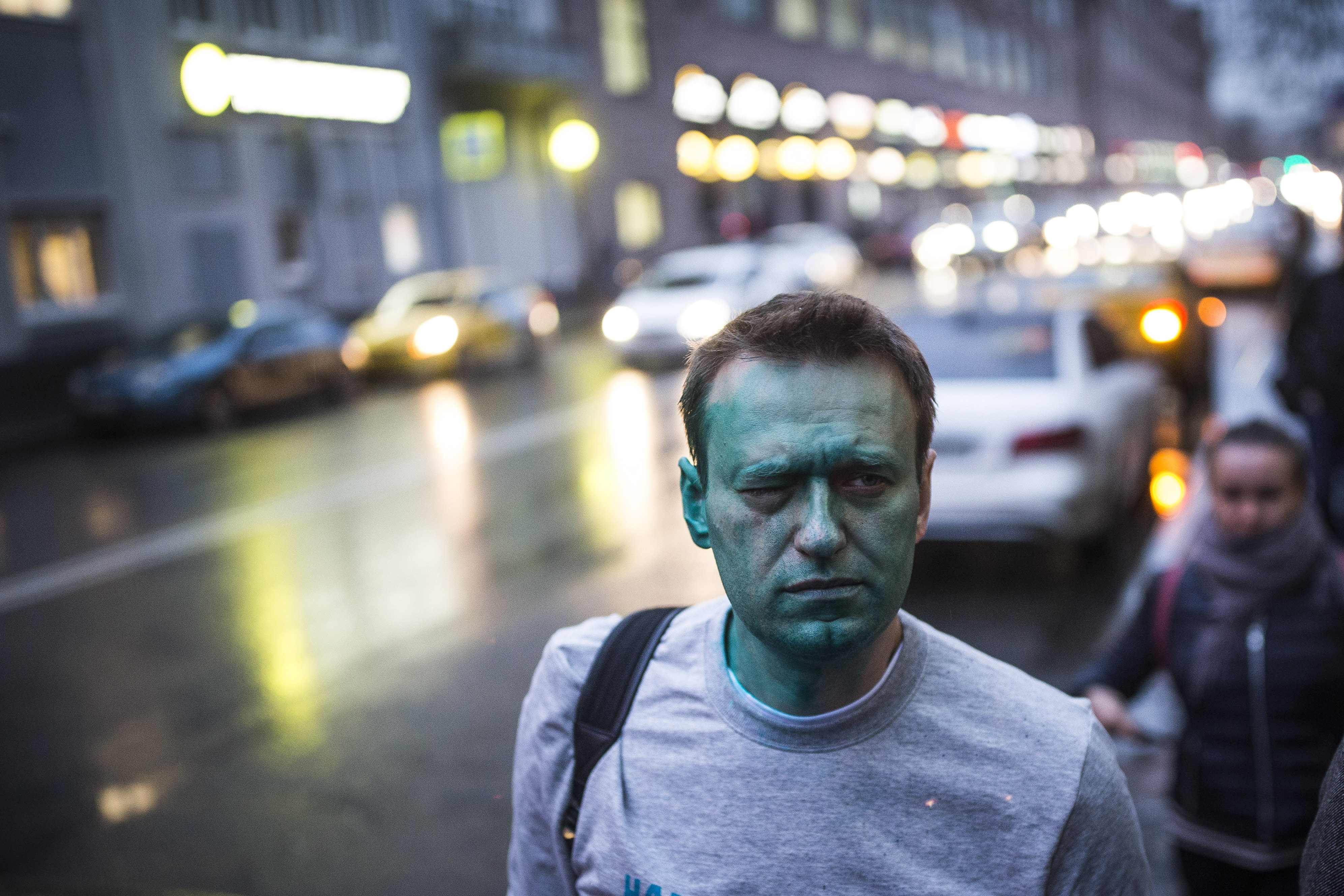
2017年，身份不明的攻擊者用煌綠對納瓦爾尼發動襲擊，之後納瓦爾尼眼睛受傷。

早在2017年，納瓦爾尼遭到身份不明的攻擊者用煌綠襲擊後眼睛受傷。2020年，納瓦爾尼遭神經毒劑「諾維喬克」毒害後，被送往德國救治。2021年1月，他康復後回國，卻在機場被捕。
納瓦爾尼在2021年返回俄羅斯之前，其參與奧斯卡獲獎紀錄片《納瓦爾尼》的拍攝。在影片的最後一幕，他敦促俄羅斯人不要放棄，如果他被殺害，說「這意味著我們此刻異常強大，因為他們決定殺死我。」

### 羈押

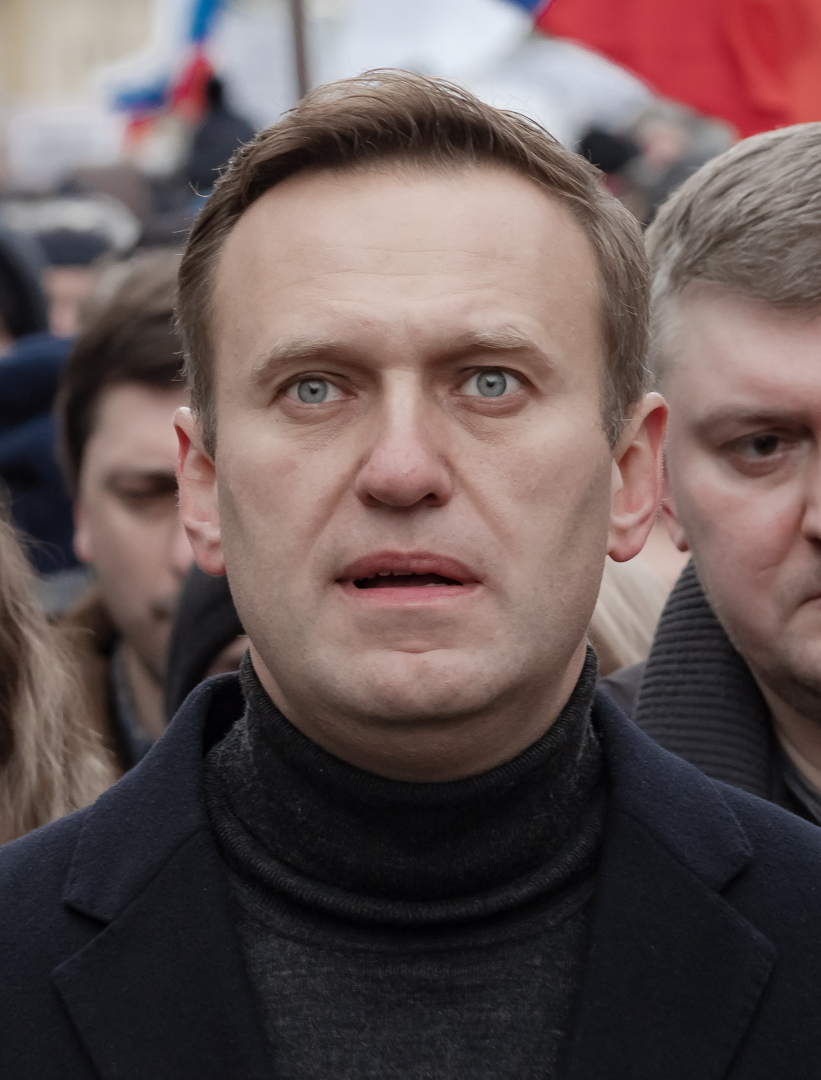
2020年，納瓦爾尼出席紀念鮑里斯·涅姆佐夫的集會

納瓦爾尼被俄羅斯當局指控犯有欺詐罪，包括組織「極端主義」團體，其中特別指其創辦的反腐敗基金會。人權組織認為此審判是對他的政治迫害。納瓦爾尼被判在北極圈附近的「極地狼」勞教所服刑19年。
2021年3月，納瓦爾尼一隻腳無法著地，背部也痛得很厲害，他認為這是因為被塞進狹窄的「鉛筆盒」囚車裡，彎著身子乘坐好幾個小時車程去參加審判而導致。後來磁力共振掃描發現他身體兩處患上疝氣和椎間盤突出症，他為要求見獨立醫生而開始絕食，但在醫生的勸說下在23天後停止了絕食。他在監獄醫院休養幾個月，夏天又被送回「極地狼」勞教所。
2021年4月17日，獨立工會「醫生聯盟」的成員檢查納瓦爾尼的血液樣本，發現他的鉀含量過高，有心臟驟停的危險。2021年4月18日，美國國家安全顧問傑克·沙利文發表聲明：「我們已經告訴俄羅斯政府，它要對納瓦爾尼在監獄裡的境況負責，並且要向國際社會交代此事。」
2021年6月16日，美國總統祖·拜登向俄羅斯總統弗拉基米爾·普京發出警告，如果關押在監獄裡的俄羅斯反對派領袖納瓦爾尼死去，俄羅斯將面臨毀滅性的後果，但他沒有透露他會採取什麼措施。
2022年6月，納瓦爾尼被轉移到弗拉基米爾州的「IK-6」勞教所，他在那裡經常受到懲罰性隔離，導致他的脊椎問題惡化。2022年12月，當局指派一名醫生看他，該醫生拒絕告訴其診斷，卻下令給他打不明的針劑。由於醫療記錄的副本模糊不清，無法找出藥物的名稱。
2023年1月初，監獄管理部門拒絕讓他去醫療站治療發燒和咳嗽，也不讓他吃送來的藥，只是多給他兩杯開水和抗生素；之後他的病情沒有再惡化，但由於藥物劑量過大，他出現胃部併發症，體重減輕7公斤。此後，他們繼續將納瓦爾尼送往懲罰性隔離室，限制他的購買權，並丟棄他買的食物。2023年12月初，納瓦爾尼突然暈倒，失去知覺，監獄工作人員只好給他掛上點滴。
根據反腐敗基金會董事會主席瑪麗亞·佩芙奇赫的說法，自俄羅斯開始入侵烏克蘭以來，納瓦爾尼的同事們在保加利亞調查記者赫里斯托·格羅佐夫的協助下，一直意圖通過交換其他被西方囚禁俄羅斯間諜，以釋放納瓦爾尼。據稱納瓦爾尼以及兩名未公開姓名的美國公民將被交換在柏林殺害格魯吉亞公民澤利姆漢·漢戈什維利的俄羅斯特工瓦季姆·克拉西科夫。佩芙奇赫在其影片中聲稱，她在2月15日晚間得到確認交換談判進入最終階段。
無論是俄羅斯、美國還是德國的官方都沒有證實此消息；美國和德國的一些媒體援引匿名消息源表示，這樣的交換談判確實存在，但尚未達成最終協議。此外，路透社援引俄羅斯官方的匿名消息來源報導稱，納瓦爾尼及其妻子對這樣的交換持開放態度，儘管納瓦爾尼本人生前從未公開提及這些談判，他的妻子也未證實這一點。

## 死亡
2024年2月14日，據報導指，納瓦爾尼在監禁期間第27次被送往懲罰性隔離室。第二天，他出席弗拉基米爾州法院的審判，他「看起來沒事，沒有說自己不舒服，還很有精神地發言，為自己辯護」。網路媒體《Sota.Vision》釋出法官宣判的影片，一些媒體稱這是「納瓦爾尼的最後影片」。2月16日，亞馬爾-涅涅茨自治區聯邦監獄局發表聲明，稱納瓦爾尼在散步後失去意識，監獄的醫務人員趕到現場，並且呼叫救護車。多家俄羅斯官媒援引拉貝特南吉市醫院代表的聲明報道稱，救護車在不到七分鐘內到達現場。他們對納瓦爾尼進行超過半小時的搶救，但沒有取得任何效果。救護車的醫生宣佈納瓦爾尼死亡。其死訊在當天莫斯科時間14:19發佈於媒體。俄罗斯《The Insider》后来查阅与纳瓦尔尼之死有关的文件时发现，纳瓦尔尼在他去世前的最后几分钟曾抱怨胃部剧烈疼痛，质疑纳瓦尔尼当时可能已经中了毒。
納瓦爾尼的發言人基拉·亞爾米什在隔天證實他的死亡，並且提到他母親柳德米拉收到官方的死亡通知。亞爾米什也呼籲把他的遺體還給他的親屬。

## 死因
納瓦爾尼死因說法不一。RT電視台報導稱，納瓦爾尼有血栓栓塞。亞歷山大·波盧潘是一位麻醉復甦專家，他在2020年參與納瓦爾尼中毒後的診斷。他接受《美杜莎報》訪問時表示對納瓦爾尼的救護速度抱有懷疑，認為未解剖屍體就無法確認其是否是血栓栓塞導致死亡，而他指納瓦爾尼沒有血栓栓塞的可能性。納瓦爾尼的母親被告知他是因為「猝死症候群」而去世；他的律師則被告知其死因還不清楚。但俄羅斯醫生必須遵循《ICD-10》的規定，而此規定並沒有「猝死症候群」這個診斷。
聯邦監獄局總部派出一個委員會到「極地狼」勞教所調查。與此同時，納瓦爾尼在反腐敗基金會的同事們表示，他「很可能」被殺。許多獨立評論員指出，納瓦爾尼之死是一宗真正的謀殺案。亞爾米什指責俄羅斯當局想要隱瞞他的死因。
莫斯科公共監督委員會監察員伊娃·梅爾卡切娃認為，阿列克謝·納瓦爾尼之所以死亡，是因為他在監獄裡不斷受到懲罰性隔離。自從2022年8月以來，納瓦爾尼27次被關進懲罰性隔離室，最後一次是在2月14日那天。他總共在隔離室待了308天。在被轉移到IK-3之前，這位反對派領袖被囚禁在弗拉基米爾州梅列霍沃IK-6。在他沒有被關進懲罰性隔離室的日子裡，納瓦爾尼只能待在一個狹小的單間牢房中。
《美杜莎報》報導指，一名極地狼勞教所的囚犯在2月15日晚上發現監獄裡有許多異常的動靜，好像是有人來突擊檢查。他說囚犯們都被關在自己的房間裡，隔天早上又被搜了一次。囚犯說他們在10點被告知納瓦尼的死訊，比14點的官方發佈新聞稿時間還要早。囚犯認為納瓦爾尼可能是15日晚上就死了，而且這對監獄當局來說是場意料之外的事。人權組織Gulagu.net透露，一份官方報告顯示，勞教所的幾個攝影機在16日都沒運作。Gulagu.net認為這是因為聯邦安全局的人在14日來到監獄，把影音設備都關閉。Gulagu.net還說納瓦爾尼的屍體上有瘀青，但進行屍檢的法醫被告知要將這些瘀青歸因為死後出現弗拉基米爾·奧斯切金根據尸體上的瘀青推測納瓦爾尼可能是心臟遭拳擊後身亡。
然而，烏克蘭國防部情報總局局長基里洛·布達諾夫稱，根據他所收到的情報，納瓦爾尼是死於血栓，屬於自然死亡。
同年4月27日《华尔街日报》报道称，美国情报机构根据机密情报和纳瓦利内在俄国大选前死亡的不良影响等事实，认定普京应该没有下令杀害纳瓦利内。这一结论已被美国情报界接受。克里姆林宫发言人批评该报道充满了“空洞的猜测”。
2024年9月29日，俄罗斯《The Insider》记者查阅数百份与俄罗斯反对派领导人奥列克西·纳瓦尔尼之死有关的文件，其中发现信息表明纳瓦尔尼去世前可能中了毒。在这些文件中，记者发现两个版本的拒绝立案刑事案件的决议，值得注意的是，纳瓦尔尼死前出现胃痛、呕吐和抽搐的字样从第二个也是最后一个版本中消失了。相同的信息包含在另一份文件中——对「移除的物体」的描述，其中标明了「呕吐物样本」。从文件的内容来看，他们被送去接受检查，尽管之前没有报道过检查本身，也没有报道过纳瓦尔尼呕吐的事实。《The Insider》引述曾于2020年8月纳瓦尔尼中毒后治疗的重症医生Oleksandr Polupan对这些文件进行评论，他表示，这些症状表明有机磷物质中毒。据该刊物记者报道，这些文件证实了尤利娅·纳瓦尔尼的说法，纳瓦尔尼此前表示，在他去世前的最后几分钟，纳瓦尔尼确实抱怨胃部剧烈疼痛。

## 遺體
《歐洲新報》報導指，納瓦爾尼的屍體可能將被運送到莫斯科進行屍檢，而確定死因可能需要幾個星期。極地狼勞教所宣稱他們把納瓦爾尼的遺體送到薩列哈爾德的停屍房，但該處卻找不到他的屍體。聯邦偵查委員會告訴其家屬，要等到調查出死因後，才會把遺體交給他們；但他們之前卻說調查已經完成。法律上，當局可以合法地把他的遺體扣留最多30天。
2月21日，薩列哈爾德的偵查委員會官員在與柳德米拉的會面中，還提出以下條件：包括納瓦爾尼的親屬可用一架專機用於將屍體運送到莫斯科。作為交換，納瓦爾尼的親屬和同事直到飛機降落期間都要對葬禮的信息保密。納瓦爾尼的親屬必須在整個葬禮期間，由偵查委員會的官員陪同。偵查委員會官員堅持，葬禮的日期將在納瓦爾尼的屍體到達莫斯科時才確定，同時屍體將存放在莫斯科州或弗拉基米爾州。她稱官員不想讓她舉行公開的葬禮和告別儀式，並威脅要對屍體「做些什麼」。她因為當局沒有歸還兒子的屍體而向薩列哈爾德市法院提出投訴。2月23日，納瓦爾尼的發言人基拉·亞爾米什報告說，偵查委員會給納瓦爾尼的母親下最後通牒：要麼她在三個小時內同意秘密埋葬，不舉行公開的告別儀式，要麼阿列克謝的屍體將被埋在監獄裡。許多社會活動家、演員、音樂家和作家，要求俄羅斯當局把納瓦爾尼之屍體交給他的母親。2月24日，亞爾米什報告指，納瓦爾尼的屍體已經被交給他的母親。

## 葬禮
2月22日，反腐敗基金會主任伊萬·日丹諾夫表示，納瓦爾尼的親屬原先選擇特羅耶庫羅夫公墓作葬地，但是當局不滿意這個選擇。結果親屬改為選擇霍萬斯基公墓作葬地。偵查人員還要求柳德米拉選擇一個離公墓最近的廳堂來舉行告別儀式，最初納瓦爾尼的親屬計劃在中央作家之家舉行儀式。但據日丹諾夫稱，偵查人員在與不明人物接通電話後，要求葬禮必須在「安靜且秘密的方式下」進行。至2月27日，纳瓦尔尼的同事表示还没有找到可以为奥莱克西·纳瓦尔尼告别的地方。纳瓦尔尼的政治家朋友基拉·亚米什在X平台发文称，他们给了6家私人和公共仪式机构、商业场所和殡仪馆打电话，结果直接被告知这些仪式机构被禁止与他们合作。據報道指，在同一天，陪同柳德米拉取回納瓦爾尼遺體的律師瓦西里·杜布科夫在莫斯科被捕，罪名是「違反公共秩序」。
反腐败基金会主任伊万·日丹诺夫透露当前事件的更多细节。他表示，本来计划于2月29日组织一场与纳瓦尔尼的告别活动。然而，当日俄罗斯总统弗拉基米尔·普京向联邦议会发表國情咨文，很快2月29日那天，没有人能够挖坟墓，然后告别和埋葬不得不推迟到3月1日。然而，政府在这方面也设置障碍，特别是提出「在霍万斯基公墓举行家庭葬礼和告别」的条件。普京当日致联邦议会的信息中以可能干涉俄乌战争的前景，再次向西方国家发表「使用核武器进行冲突」和「毁灭文明」的威胁言论。
3月1日下午2時，納瓦爾尼的告別儀式在莫斯科馬里諾區的撫我之憂聖母像教堂舉行，然后遗体将被安葬在附近的鲍里索夫公墓，而墓地靠近公墓的入口。納瓦爾尼的告別儀式很簡短，只有少數親友被允許進入教堂參加。宗教學者謝爾蓋·查普寧透露，當局向撫我之憂聖母像教堂的負責人施壓，迫使他快速完成納瓦爾尼的葬禮。
在公墓中，親友們伴隨著法蘭·仙納杜拉的經典曲目《My Way》歌聲中與納瓦爾尼告別，納瓦爾尼的棺木在他生前鍾愛之電影《終結者2：審判日》配樂《It’s Over (Good Bye)》歌聲中下葬。
儘管面臨官方的警告和被捕的風險，仍有上千名的民眾前來向這位政治家致敬。要向納瓦爾尼告別的人群隊伍超過一公里長，幾乎佔據整個馬林斯基大道。在前往墓地的路上，群眾呼喊著他的名字，同時也高喊著反對俄羅斯入侵烏克蘭的抗議口號：「不要戰爭！」、「普京是兇手」。
多位著名政治人物和外交官參加葬禮，其中包括俄羅斯反對派人物鮑里斯·納德日丁、葉夫根尼·羅伊茲曼，以及美國駐俄羅斯大使琳恩·特雷西、法國駐俄羅斯大使皮埃爾·利維、德國駐俄羅斯大使亞歷山大·蘭布斯多夫和英國駐俄羅斯副大使湯姆·多德。

## 反應

### 俄罗斯
俄羅斯總統普京的新聞秘書德米特里·佩斯科夫向記者們透露，普京已得知納瓦爾尼的死訊。普京本人保持沉默，沒有對這一事件做出任何聲明。負責亞馬爾-涅涅茨自治區的聯邦偵查委員會辦公室對納瓦爾尼之死展開程序性偵查。聯邦監獄局也在進行相關的核查。
俄羅斯獨立媒體《Proekt》報導指，納瓦爾尼死訊公布後的30分鐘內，統一俄羅斯黨向其在國家杜馬的議員發出呼籲，要求他們「跟從聯邦監獄管理局的口徑，或者最好完全不要發表評論」。
俄羅斯外交部發言人瑪麗亞·扎哈羅娃指責西方對納瓦爾尼死訊的回應「把俄羅斯當成替罪羊」是「自取其辱」，並表示死因調查還沒有結果，但「已經有人先下定論了」。國家杜馬主席維亞切斯拉夫·沃洛金在Telegram上寫道：「納瓦爾尼之死的罪魁禍首是華盛頓和布魯塞爾。死因將由法醫和偵查人員查明」。公正俄羅斯的領導人謝爾蓋·米羅諾夫表示：「曾經因為極端主義罪名入獄的阿列克謝·納瓦爾尼死了，這對俄羅斯的很多敵人來說是好事」。親普京政治人物謝爾蓋·馬爾科夫則認為，反對派領袖的死亡和俄羅斯即將舉行的總統選舉有關，他說這次選舉是「美英特務想要搞砸的」。
記者安德烈·扎哈羅夫對納瓦爾尼的死訊發表評論：「納瓦爾尼不是自然死亡，而是被謀殺」。曾經想要參加2024年俄羅斯總統選舉的反對派政治人物鮑里斯·納德日丁表示，納瓦爾尼的死因還沒有確定，並說：「我祈求這個消息是錯的。阿列克謝是俄羅斯最有才能和勇氣的人之一。」政治人物和商人米哈伊爾·霍多爾科夫斯基指責「普京應該為納瓦爾尼的死負責」，並呼籲俄羅斯人在下次選舉在選票上寫上納瓦爾尼的名字。
《新報》的主編兼諾貝爾和平獎得主德米特里·穆拉托夫向納瓦爾尼的家屬表示哀悼。穆拉托夫稱這是一場「謀殺」，並說「阿列克謝·納瓦爾尼受了三年的虐待和折磨。他的醫生跟我說：這樣的身體根本撐不住。他們不但讓納瓦爾尼坐牢，還要他死。」穆拉托夫承諾要爭取獲得監獄醫療服務人員的錄像記錄，以查明醫生是什麼時候到達的，以及是否盡力救納瓦爾尼。《新報》在Change.org網站上發起一項請願，要求向納瓦爾尼的家屬提供監獄人員的監視器錄影。
諾貝爾和平獎得獎組織「紀念」人權中心主席兼人權活動者奧列格·奧爾洛夫表示納瓦爾尼瘐死獄中是「政權的罪過」。作家兼記者米哈伊爾·齊加爾說：「他本來是我們的未來。現在我們沒有這個未來了，只能另找別的。」資深人權運動者列夫·波諾馬廖夫說：「我們還有很多人。我們要一起行動。」
納瓦爾尼的妻子尤利娅·纳瓦利纳娅在慕尼黑安全會議上發表演說，她表示不相信俄羅斯官方和官媒關於丈夫死亡的消息，並呼籲世界「團結起來對抗普京和他的政權」。她的演說獲得了全場起立鼓掌。納瓦爾尼的母親柳德米拉表示，她「不需要別人的慰問」，還說她2月12日在勞教所跟兒子見面時，他「還活著，身體好，心情也好」。

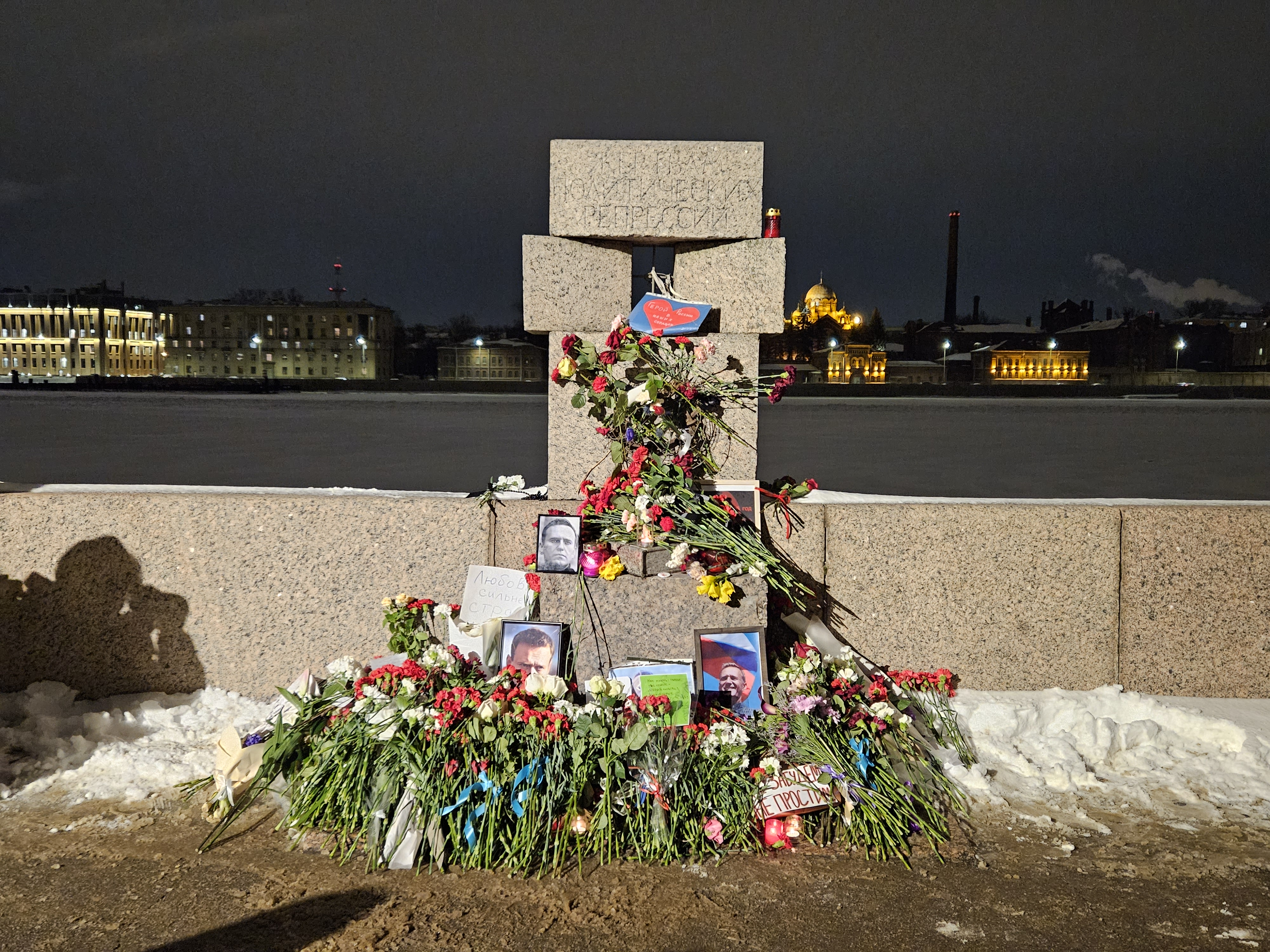
2024年2月16日，俄羅斯人自發在聖彼得堡政治壓迫受害者紀念碑獻花

俄羅斯人開始向全國各地的政治壓迫受害者紀念碑獻花。在喀山，警察驅散想要獻花的人；在莫斯科，警察只允許在索洛韋茨基石和悲傷之牆上放沒有任何絲帶的花；在烏里揚諾夫斯克，警察拍攝所有在政治迫害受害者紀念碑前獻花的人。非政府组织OVD-Info表示，俄罗斯警方在俄羅斯全国21座城市拘捕了至少400名参加悼念和抗议活动的民众，并已超过5万人向俄罗斯政府提交请求，要求将纳瓦尔尼的遗体移交给他的亲属。莫斯科檢察院警告公民不要參加沒有得到當局同意的活動。

### 國際媒体和机构

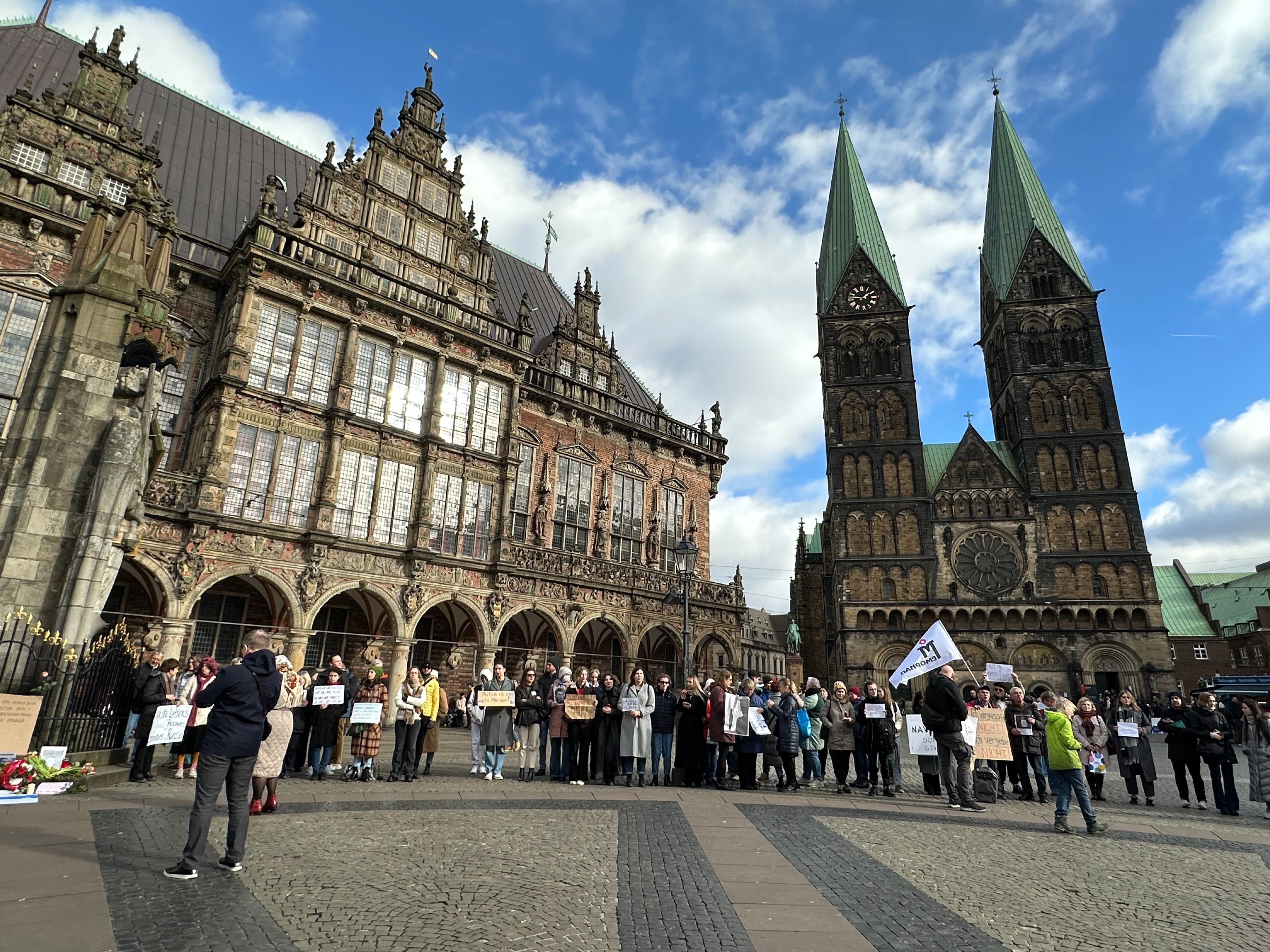
2024年2月17日，在德國不萊梅市政廳舉行與納瓦爾尼之死相關的示威活動

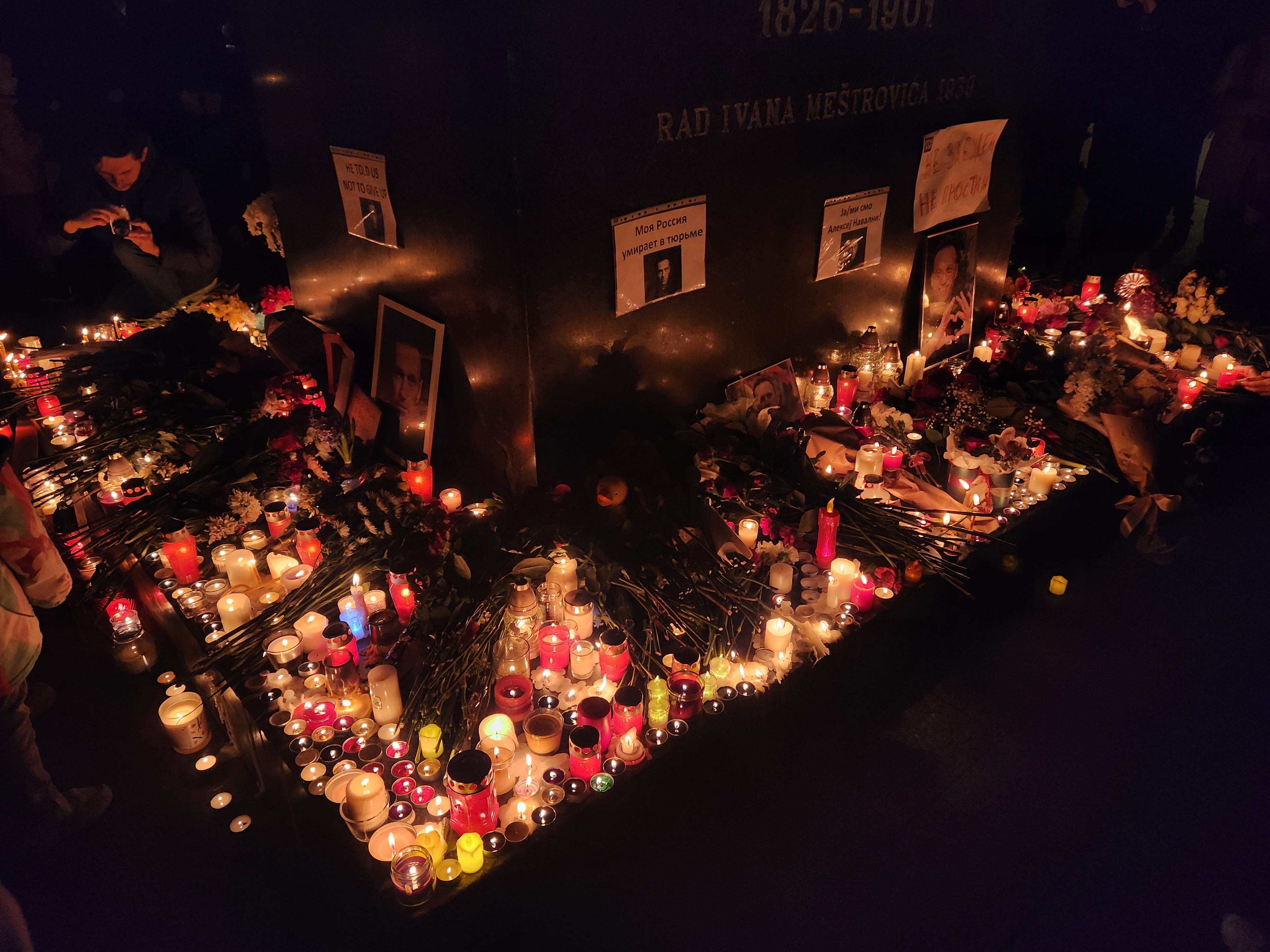
2024年2月16日，塞尔维亚诺维萨德民众献花纪念納瓦爾尼

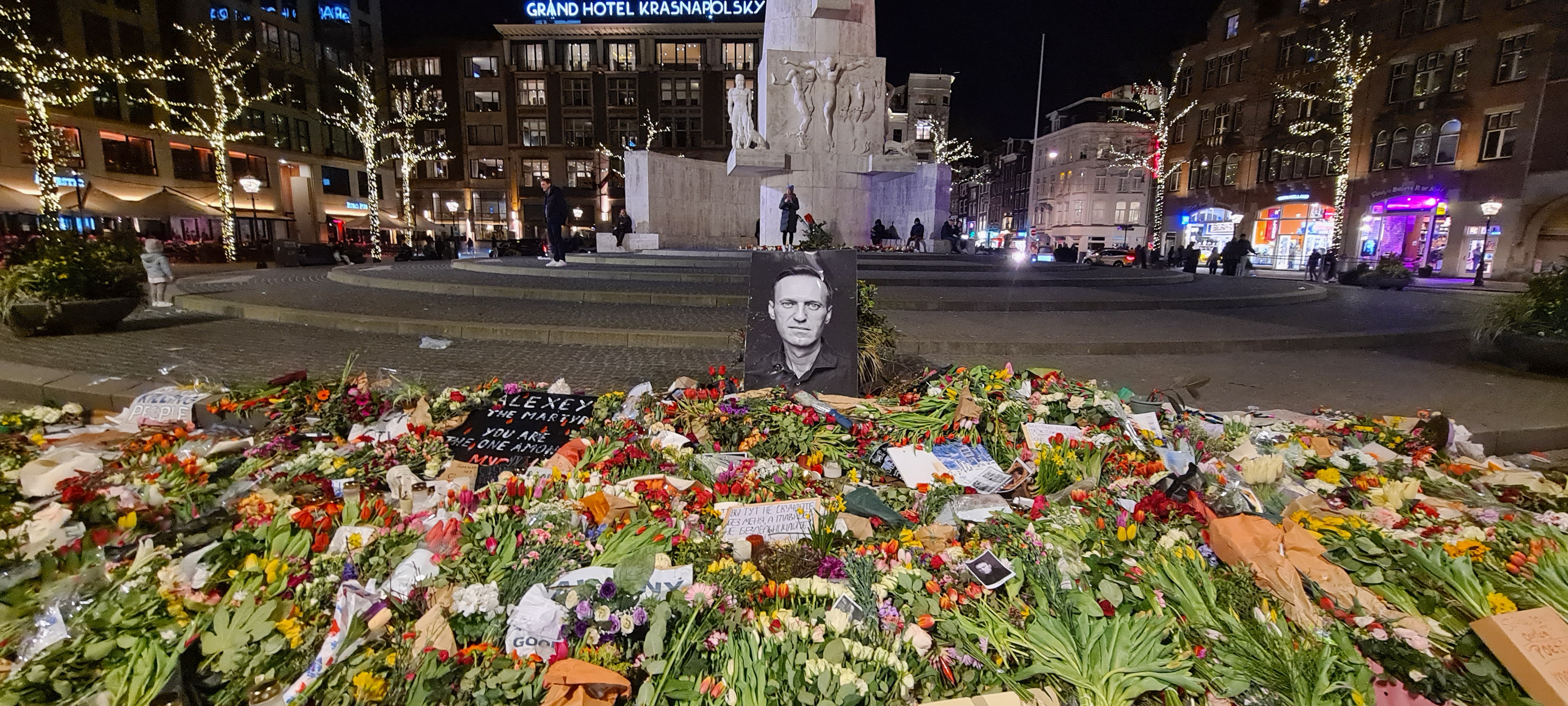
Amsterdam

西方主要媒體，包括英國BBC、《衛報》、法國《費加羅報》、《法蘭西24》、《世界報》和西班牙《世界報》，都報導納瓦爾尼的死訊。美國《紐約時報》、《華盛頓郵報》和彭博社在頭版刊登這位政治人物的死訊。英國的天空新聞台也中斷節目，播報納瓦爾尼的死訊。而新華社則認為美西方是借纳瓦利内之死興風作浪。
西方國家的領導人和重要的跨國組織，幾乎一半都直接或間接地指責俄羅斯政府與納瓦爾尼之死亡有關。而全球南方國家的領導人則對這個消息沒有任何反應。
在納瓦爾尼死訊傳出後不久，許多外國城市宣佈舉辦紀念活動。
北約秘書長延斯·斯托爾滕貝格要求查明納瓦爾尼之死的真相，並要求俄羅斯「回答一些嚴肅的問題」。
歐洲理事會主席夏爾·米歇爾向他的家人表示哀悼，並指責俄羅斯政府對他的死亡負有責任。歐盟委員會主席烏蘇拉·馮德萊恩表示對納瓦爾尼之死感到悲傷，並說「這就是普京及其政權的真面目」。歐盟外交和安全政策高級代表何塞普·博雷利對納瓦爾尼的死訊感到震驚，並將罪責歸於普京。歐洲委員會議會主席西奧多羅斯·魯索普洛斯表示震驚，並向納瓦爾尼的親友致以哀悼。
联合国秘书长和人权事务高级专员办事处对納瓦爾尼之死表示震惊，并呼吁對此进行公正、透明的独立调查。

### 其他国家政府
- 拉脫維亞：總統埃德加斯·林克維奇斯是第一名對納瓦爾尼之死做出回應的外國國家元首，他表示納瓦爾尼「被克里姆林宮殘忍地殺害」[112]。
- ：總統薩洛梅·祖拉比什維利表示：「納瓦爾尼之死對所有捍衛民主和人權的人來說都是一場慘劇」，並向他的家人和那些在俄羅斯繼續為民主而戰的人表達哀悼[113]。薩洛梅·祖拉比什維利也认为，在今届慕尼黑会议开始前几小时或几分钟宣布被监禁的反对派人士阿列克谢·纳瓦尔尼的死亡不是巧合，而是来自俄罗斯的信息：「这是俄罗斯行动的一个典型特征——试图在心理上给人留下俄罗斯在任何地方都在做任何事情的印象」[114]。
- 比利时：首相亞歷山大·德克羅表示，纳瓦尔尼的不幸去世“再次强调了我们继续支持乌克兰的原因。俄罗斯不会在乌克兰取得胜利。我们与他的家人和朋友以及所有勇敢的俄罗斯政治犯同在。”[115]
- 捷克：外交部长揚·利帕夫斯基写道，俄罗斯“对待其公民就像对待其外交政策一样”，它“已经变成了一个暴力国家，屠杀那些梦想更美好未来的人，就像涅姆佐夫或现在的纳瓦尔尼——他们因反抗普京而被监禁和折磨致死”[31]。
- 英国：首相辛偉誠稱納瓦爾尼之死為「一場重大的悲劇」[116]。英国外交部也就俄罗斯反对派人士阿列克谢·纳瓦尔尼的死亡传唤俄罗斯大使馆代表，并在声明中指出「俄罗斯当局认为纳瓦尔尼构成威胁，以莫须有的罪名监禁他，用违禁神经毒剂毒死他，并将他送往北极的一个殖民地，没有人应该怀疑俄罗斯制度的残酷本质，他的死亡必须得到充分和透明的调查」。对此，英国外交部已在2月16日召见了俄罗斯大使馆代表，明确表示英国将全部责任归咎于俄罗斯当局[117]。2月21日，英国宣布对阿列克谢·纳瓦尔尼死亡的北极流放地的6名人员实施金融和旅行制裁，为首个因纳瓦尔尼之死而实施制裁的国家[118]。
- 德国：總理奧拉夫·朔爾茨說，納瓦爾尼「為自己的勇敢付出了生命的代價」[108]。2月19日，外交部宣布已就俄罗斯反对派领导人奥列克西·纳瓦尔尼之死召见了俄罗斯大使。德国联邦通讯社发言人表示，对纳瓦尔尼和许多其他俄罗斯政府批评者进行的出于政治动机的审判，以及不人道的监狱条件，显示了俄罗斯法律制度对持不同政见者的严厉程度，以及总统弗拉基米尔·普京压制言论自由的手段。该部亦以强烈的措辞谴责这一行为，并明确呼吁释放所有因政治原因被监禁在俄罗斯的人。德国总理奥拉夫·舒尔茨的发言人呼吁俄罗斯全面澄清纳瓦尔尼在西伯利亚战俘营死亡的情况，并将他的遗体交还给他的家人[119]。
- 法國：總統埃馬紐埃爾·馬克龍在社交網絡Twitter的帳戶中寫道：「在今天的俄羅斯，自由的人被送進古拉格，甚至被判處死刑。我感到憤怒和憤慨。我向納瓦爾尼的忠誠和勇氣致敬。我的心與他的家人，親友和俄羅斯人民同在[120]。」
- 美国：總統祖·拜登在與納瓦爾尼之死的特別講話中稱，他認為俄羅斯總統普京要對納瓦爾尼的死亡負責[121][122]。副總統卡瑪拉·哈里斯在第60屆慕尼黑安全會議上的演講中說，她與納瓦爾尼的家人一起祈禱，並說俄羅斯要對他的死亡負責[123]。美国国务院发言人馬修·米勒表示，美国将于2月23日宣布加强对俄罗斯的制裁，作为追究俄罗斯对阿列克谢·纳瓦尔尼在监狱中的死亡及其在过去两年发动的战争中的行为的责任[124]。2月23日，美国因俄罗斯持续对乌克兰发动战争以及俄罗斯反对派政治家奥列克西·纳瓦尔尼之死而对俄罗斯实施500多项新制裁，也是俄乌全面戰爭以來最大規模[125]。
- 乌克兰：總統弗拉基米爾·澤倫斯基指責普京要對納瓦爾尼之死負責：「他顯然是被普京殺害，就像其他成千上萬人一樣，被這個生物折磨。只要他能保住自己的地位，普京才不在乎誰會死[126][127]。」泽连斯基也在2月17日慕尼黑会议上发表致辞声明，指普京多年的自我孤立和有罪不罚已经导致前者彻底堕落，甚至已经公开为希特勒辩护，免除了他对第二次世界大战的责任，还把乌克兰人民的种族灭绝当作他政策的一个普通部分。泽连斯基批评：「普京想杀谁就杀谁，无论是反对派领导人还是任何其他似乎成为他目标的人，在阿列克谢·纳瓦尔尼被谋杀后，将普京视为所谓的俄罗斯国家合法元首简直是荒谬的。那些来找他参加所谓的「就职典礼」，与他握手，与他平等相待，就是对政治权力本质的蔑视」[128]。
- 中华人民共和国：外交部就纳瓦利内之死表示，这是俄罗斯的内政，中國方面不作评论。[129][130]

- 波蘭：波兰外交部于2月20日宣布，已就奥莱克西·纳瓦尔尼的死亡传唤俄罗斯大使謝爾蓋·安德烈耶夫问话。波兰外交部在一份声明中表示，「外交部呼吁俄罗斯当局对奥莱克西·纳瓦尔尼的死亡承担责任，并进行全面、透明的调查，以确定他的死因和情况。」并且强调，「波兰与民主国际社会一道关切地注视着俄罗斯政治犯人数不断增加，其中许多人被关押在条件艰苦的殖民地，威胁到他们的生命和健康。而纳瓦尔尼之死以及在此之前对他的不人道待遇是俄罗斯当局对待政治犯、反对派和人权捍卫者的症状。这不符合民主标准，也侵犯了他们的公民权利。」波兰外交部也强调，俄罗斯当局不仅在与该国民间社会合作的背景下，而且在正在进行的针对乌克兰的战争中都表现出完全无视道德规范的行为[131]。

- 羅馬尼亞：2月21日，罗马尼亚外交部在其X平台告知，该部已召见俄罗斯驻布加勒斯特大使瓦列里·库兹明（Valery Kuzmin），谴责反对派领导人阿列克谢·纳瓦尔尼在俄罗斯殖民地死亡，并呼吁进行独立调查[132]。

### 其他知名人士
蒙古前总统查希亞金·額勒貝格道爾吉在得知納瓦爾尼死后随即发帖称：“纳瓦尔尼被谋杀了。这多么严酷地提醒着我们残酷的盗贼（指普京政权）会做出什么事来。这发生在纳瓦尔尼身上，发生在俄罗斯身上，发生在自由身上。普京政权惧怕自己的人民，他发动战争以分散注意力。幼稚病该就此为止了”。